# Missionários do Preciosíssimo Sangue

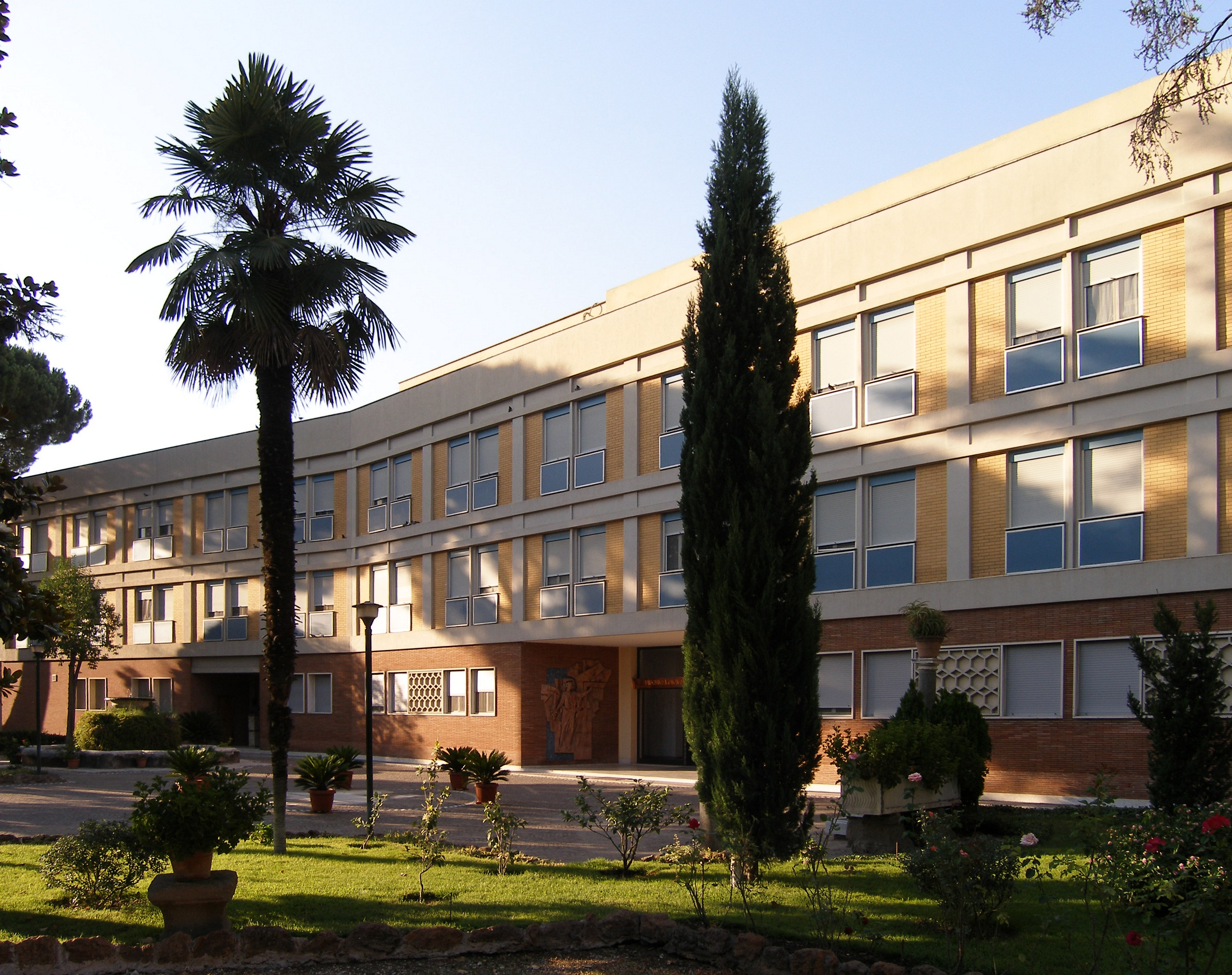
Collegio Preziosissimo Sangue, Roma

Os Missionários do Preciosíssimo Sangue formam uma comunidade de presbíteros e de irmãos na Igreja Católica Romana. A sociedade foi fundada por São Gaspar de Búfalo em 1815. Os Missionários do Preciosíssimo Sangue é uma tradução abreviada do latim "Congregatio Missionariorum Pretiosissimi Sanguinis Domini Nostri Jesu Christi" (A Congregação dos Missionários do Preciosíssimo Sangue de Nosso Senhor Jesus Cristo). Presbíteros e irmãos usam as iniciais pós-nominais C.PP. S. depois de seus nomes.
É uma sociedade de vida apostólica, composta por padres e por irmãos seculares que vivem em comunidade. Os membros não fazem votos, mas são unidos apenas pelo vínculo da caridade e por uma promessa de "fidelidade à Congregação dos Missionários do Precioso Sangue, de acordo com sua constituição e com seus estatutos, dedicando-se inteiramente ao serviço de Deus" (veja a fórmula de incorporação encontrada em C37 dos Textos Normativos de 2008). O carisma declarado da sociedade é levar a Palavra de Deus para onde ela é mais necessária.

## História

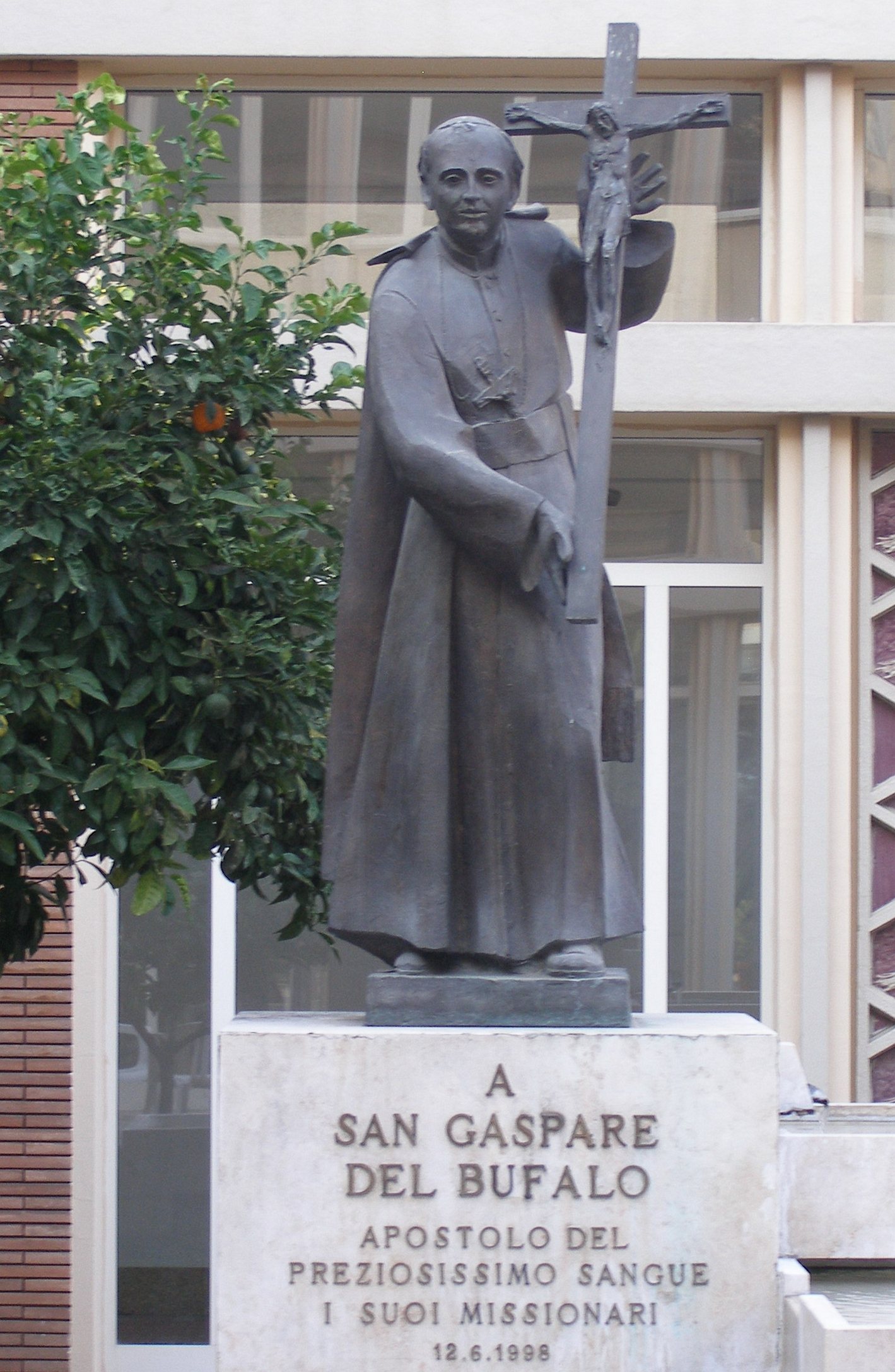
Estátua de São Gaspar de Búfalo, Collegio Preziosissimo Sangue, Roma

São Gaspar de Búfalo fundou a sociedade a pedido do Papa Pio VII, que ficou chocado com a situação espiritual em Roma depois que ele voltou do exílio. Pio decidiu que as missões deveriam ser estabelecidas nos Estados Papais. Em 1814, ele apontou de Búfalo e alguns outros padres para assumirem a responsabilidade, atribuindo-os à abadia de San Felice em Giano dell'Umbria, na Itália. De Búfalo e seus confrades criaram uma fundação em 15 de agosto de 1815. Logo várias casas foram abertas e, em 1820, foram estabelecidas missões com o objetivo expresso de chegar aos criminosos que atormentavam a área.
No entanto, quando Leão XII foi eleito papa em 1823, o crescimento da sociedade foi verificado. Leão XII, que, desinformado quanto ao trabalho da congregação e de seu fundador, estava desfavoravelmente inclinado à sua missão e objetou o nome proposto, "Congregação do Preciosíssimo Sangue", vendo-o como uma novidade. Eventualmente, a sociedade foi absolvida de todas as acusações e o nome foi justificado por referências às Escrituras Sagradas. Quando Gaspar morreu de cólera em 1837, a sociedade tinha cerca de 200 membros e a Regra recebeu aprovação em 1841.
O Beato Giovanni Merlini foi o sucessor de Gaspar, natural de Spoleto e amigo de Pio IX, eleito em 1846, de cujo exílio em Gaeta ele havia compartilhado quando Pio fugiu da República Romana em novembro de 1848. Através da influência do papa Pio IX, várias novas casas foram abertas na Itália e uma na Alsácia e na Baviera. A casa-mãe foi estabelecida na Igreja de Santa Maria em Trivio, Roma. Na década de 1860, o governo italiano suprimiu cerca de vinte e cinco casas da sociedade, incluindo a propriedade em Maria in Trivio e confiscou as receitas do seminário em Albano. O Kulturkampf (1871 a 1878), promulgado pelo Primeiro-Ministro da Prússia Otto von Bismarck contra a Igreja Católica, fechou as casas na Alsácia e em vários estados de língua alemã.
Em 1844, a sociedade foi introduzida na América do Norte pelo Rev. Francis de Sales Brunner, a pedido de John Baptist Purcell, bispo de Cincinnati. Eles foram para Ohio para servir os católicos de língua alemã. A mãe do padre Brunner, madre Maria Anna Brunner, estabeleceu as Irmãs do Preciosíssimo Sangue em Dayton.
A sociedade permaneceu principalmente no Centro-Oeste dos Estados Unidos. Ela dirige duas faculdades em Indiana: Calumet College of St. Joseph em Hammond e Saint Joseph's College em Rensselaer (originalmente uma escola para nativos americanos). Anteriormente, dirigia o Seminário St. Charles, em Carthagena, Ohio, agora um centro de repouso para presbíteros. A sociedade também administra paróquias, principalmente em Ohio, em Indiana e no Missouri. Há também três na Califórnia.
Durante o século XX, a província italiana enviou membros para atender àqueles de ascendência italiana na América do Norte e, finalmente, em 1987, esses padres e irmãos estabeleceram a Província Atlântica, com sede em Ontário, Canadá. A sociedade continuou a prosperar por toda parte e as comunidades foram estabelecidas na Espanha (1898), Brasil (1929), Chile (1947), Peru (1962), Tanzânia (1966), Guatemala (1976), Croácia (1979), Polônia (1982), Índia (1985), México (1995), Vietnã (1997) e Colômbia (2005) 

## Formação
Os membros da sociedade não passam por um noviciado ou fazem votos religiosos, mas passam por um período de formação que leva vários anos; eles também fazem promessas.
Os possíveis membros começam a viver em comunidade por um período de dois anos chamado de "Formação Inicial". Durante esse período, eles experimentam a rotina diária dos membros, aprendem mais sobre a sociedade e se envolvem em alguma forma de ministério apostólico. Os candidatos recebem diariamente a Eucaristia e direção espiritual, e dispõem de tempo suficiente para oração e para reflexão. Na América do Norte, também é comum os candidatos concluírem um curso de graduação, se ainda não o tiverem feito anteriormente.
Os candidatos então entram no que é chamado de "Formação Especial", que dura pouco mais de um ano. Durante esse período, eles passam o tempo em outras províncias e vivem com membros que estão envolvidos no ministério de tempo integral. Se possível, eles também visitam algumas comunidades das Irmãs do Preciosíssimo Sangue. Ao término da Formação Especial, eles são incorporados temporariamente à sociedade, fazendo uma promessa de fidelidade e um vínculo de caridade.
No estágio final, os candidatos entram na "Formação Avançada", durante a qual eles se concentram em como servirão aos cristãos. Para os que são chamados irmãos, o treinamento é realizado numa área específica. Eles então se tornam permanentemente incorporados à sociedade numa cerimônia chamada de Rito de Incorporação Definitiva. Aqueles que são chamados para ministrar como presbíteros passam pelo programa de graduação apropriado numa universidade católica antes de serem ordenados ao diaconato e depois ao sacerdócio. Como clero secular, os membros da sociedade fazem voto de celibato como parte da ordenação de diácono.

## Ministérios

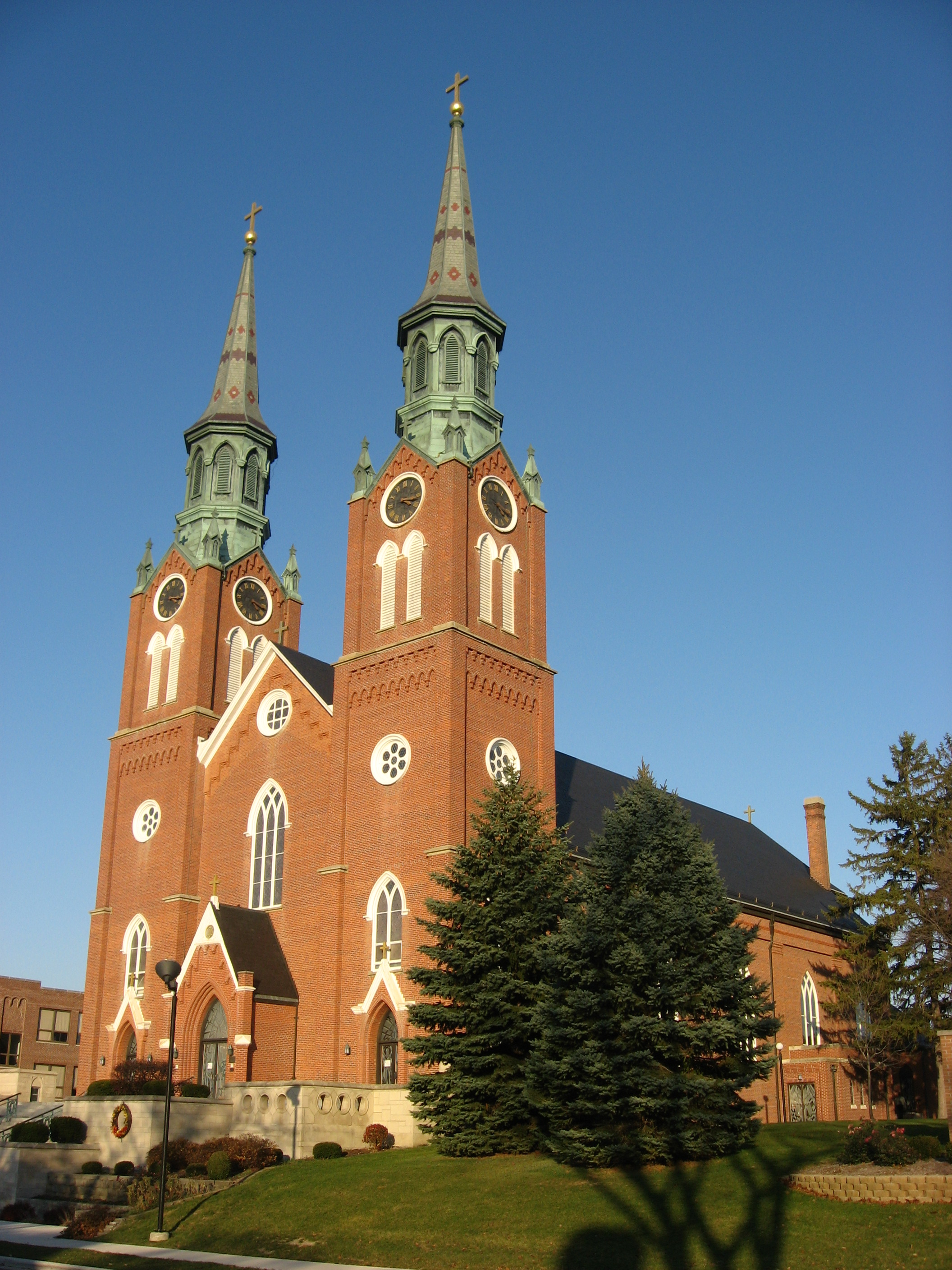
Igreja Católica de Santo Agostinho (Minster, Ohio), uma paróquia aos cuidados dos Missionários do Preciosíssimo Sangue.

Na América do Norte, os Missionários do Preciosíssimo Sangue atendem àqueles que sofreram violência familiar e àqueles que vivem em cidades carentes socioeconômicas, como Chicago. Eles servem como capelães em hospitais dedicados ao cuidado de veteranos, ensinam em escolas, dirigem paróquias e realizam retiros. Na Europa, os membros da sociedade se envolvem no ministério paroquial, ensinando nas escolas, realizando missões paroquiais, trabalho de capelania. bem como o envio de pessoal para outros países.
Após o Vaticano II (1962–1965), a sociedade fez um esforço conjunto para ministrar em mais áreas da América Latina, além da África e da Ásia. Na Tanzânia, os membros canadenses da sociedade estão especificamente envolvidos em ajudar as pessoas a estabelecer e manter projetos como assistência médica, agricultura e educação aprimoradas. No Chile, os missionários da província de Cincinnati ministram numa paróquia pobre em Santiago e na escola Saint Gaspar College. No Peru, eles trabalham nas duras condições de La Oroya (um dos lugares mais poluídos do mundo), uma cidade mineira nos Andes. Na Guatemala, ajudam as equipes de grandes paróquias urbanas e rurais e estabeleceram uma clínica. Na Índia, devido aos muitos estados que proíbem os hindus de abraçarem o cristianismo, a sociedade se envolve com os cristãos, em vez de tentar converter outros. A sociedade também ministra àqueles nas favelas, independentemente da religião, por meios como assistência médica, atendimento a crianças de rua, a órfãos e à creches para mães e filhos. No Vicariato Indiano, houve um grande crescimento nos últimos anos, e a Sociedade ordenou quatorze jovens em 2010.

## Organização
O principal órgão administrativo da sociedade é a Cúria Geral, composta por cinco membros eleitos: Moderador Geral, Vice-Moderador e 3 Conselheiros. Cada província, vicariato e missão é chefiada por um diretor eleito dentre os membros. 

Collegio Preziosissimo Sangue, Rome
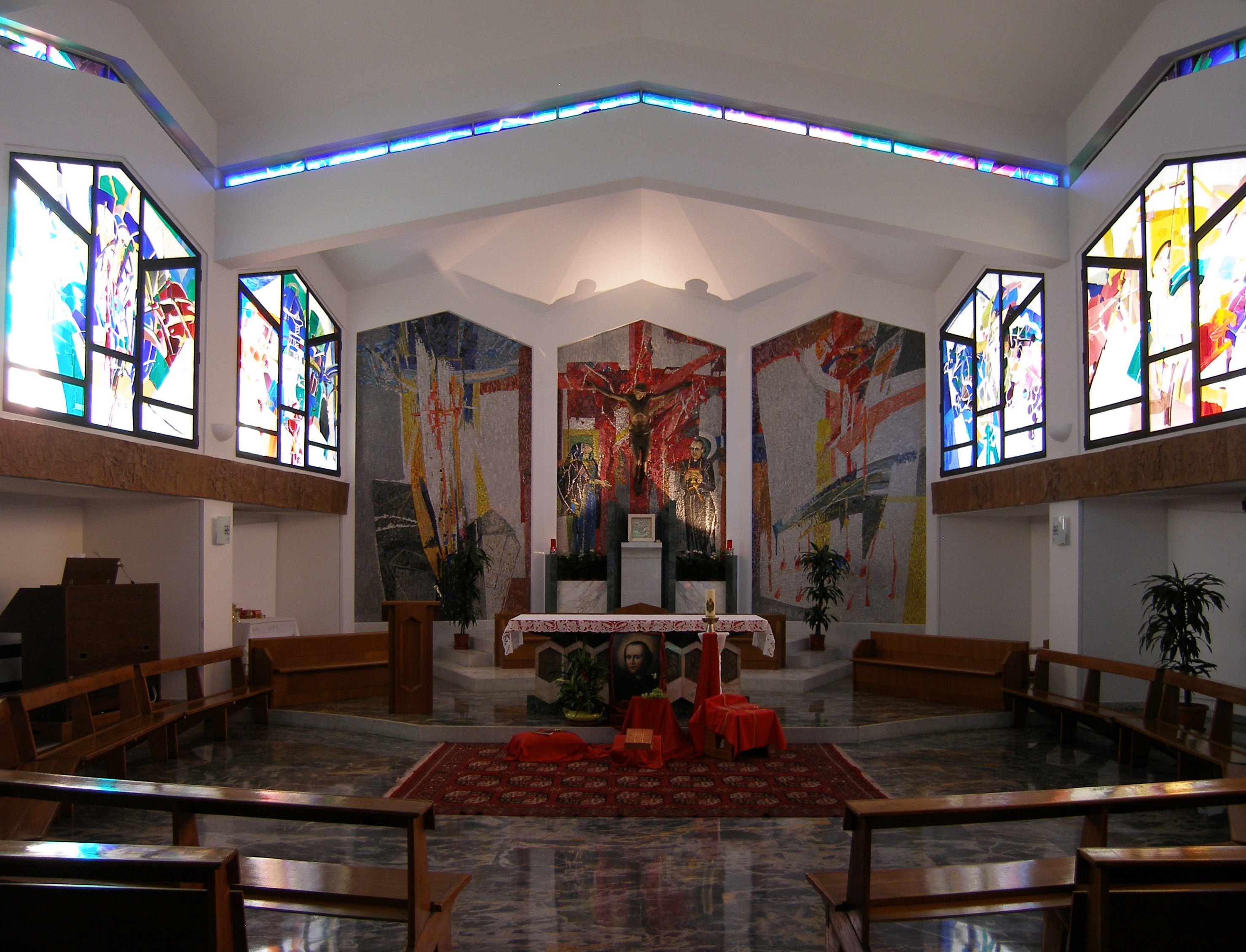
Capela particular
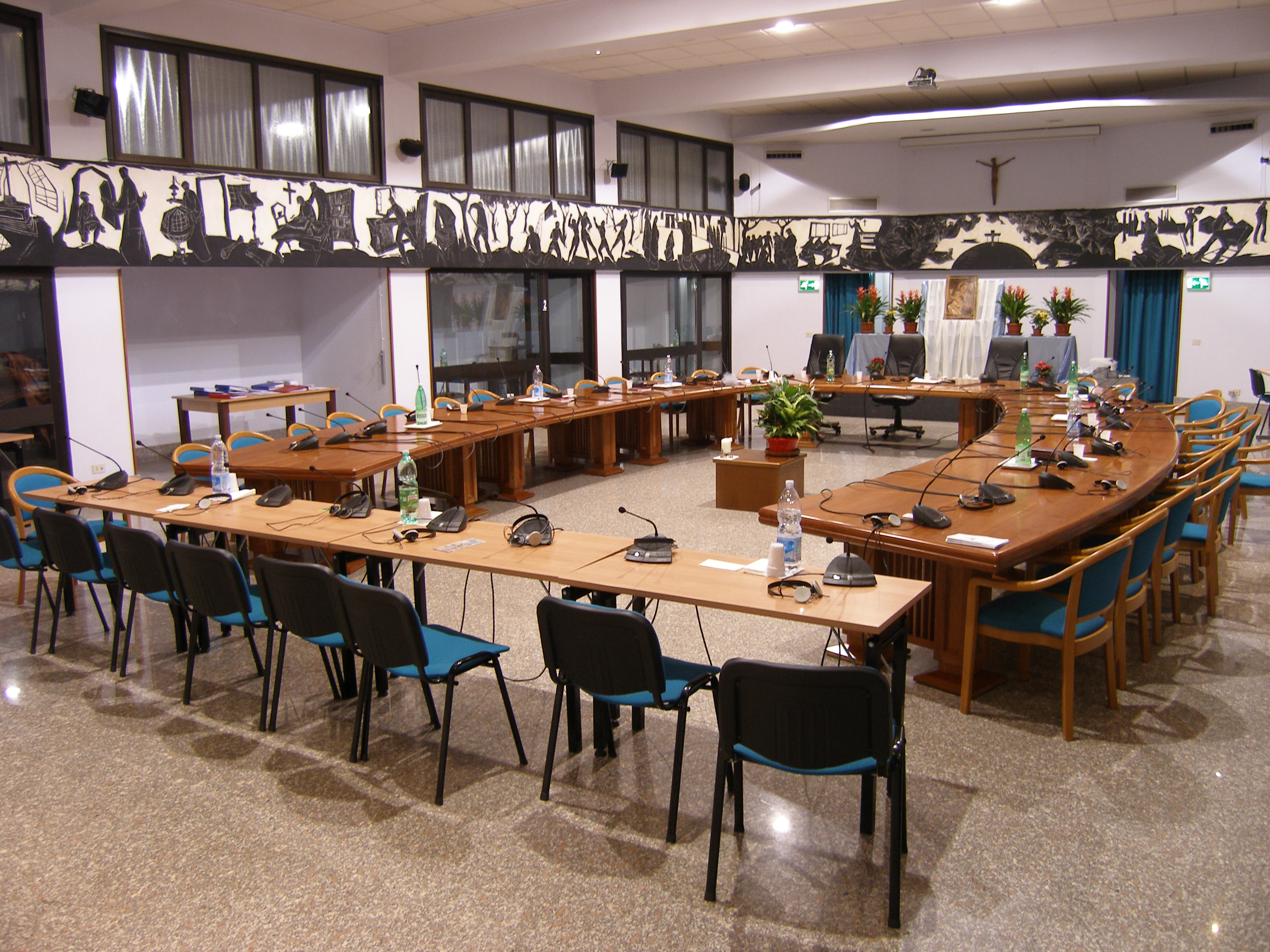
Sala de conferencia

 A partir de 2015: Províncias: Atlântico (Canadá), Cincinnati, Ibérica (Espanha e Portugal) Itália, Kansas City, Polônia, Tanzânia e Teutônica (Áustria, Alemanha e Liechtenstein). Vicariatos: Brasil, Chile e Índia. Missões: América Central, Colômbia, Croácia, Peru e Vietnã. Mais de 500 sacerdotes e irmãos religiosos do Preciosíssimo Sangue servindo em cerca de vinte países.
A congregação também tem associados leigos, chamados de Companheiros.

## Espiritualidade e carisma
De acordo com o site da Generalato, 
 "Cristo derramar seu sangue foi para São Gaspar e é para nós o sinal do grande amor de Deus por todas as pessoas. Essa espiritualidade do Sangue continua nos impulsionando a construir comunidade através da inclusão dos marginalizados, a andar em solidariedade com aqueles que sofrem e a buscar a reconciliação num mundo dividido". 
 Depois do Concílio Vaticano II, como todas as comunidades, a do Preciosíssimo Sangue respondeu ao desafio do Concílio de redescobrir seu carisma. A sociedade, que manteve seu propósito de levar o Evangelho aonde considera mais necessário, declarou: 
 Estamos unidos por um vínculo de caridade e enraizados na espiritualidade do Sangue de Jesus. Somos chamados a participar da contínua renovação da Igreja e da realização da Presença de Deus entre nós e aqueles a quem servimos.

 Em nossa disposição de sermos flexíveis e receptivos às mudanças de necessidades, cumprimos nossa missão por meio de: • apoiar e nutrir uns aos outros • abraçar uma vida de oração • convocar os presentes dos leigos e trabalhar em colaboração com eles • pregar e testemunhar a palavra de Deus • promovendo a conversão e a reconciliação

 • buscar a justiça sempre atenta aos pobres e marginalizados. 

## Faculdades próprias e afiliadas
- Saint Joseph's College, Indiana
- Calumet College of St. Joseph, Whiting, Indiana